# Laelia paucipuncta
Laelia paucipuncta är en fjärilsart som beskrevs av Embrik Strand 1911. Laelia paucipuncta ingår i släktet Laelia och familjen tofsspinnare. Inga underarter finns listade i Catalogue of Life.